# Hemideina crassidens

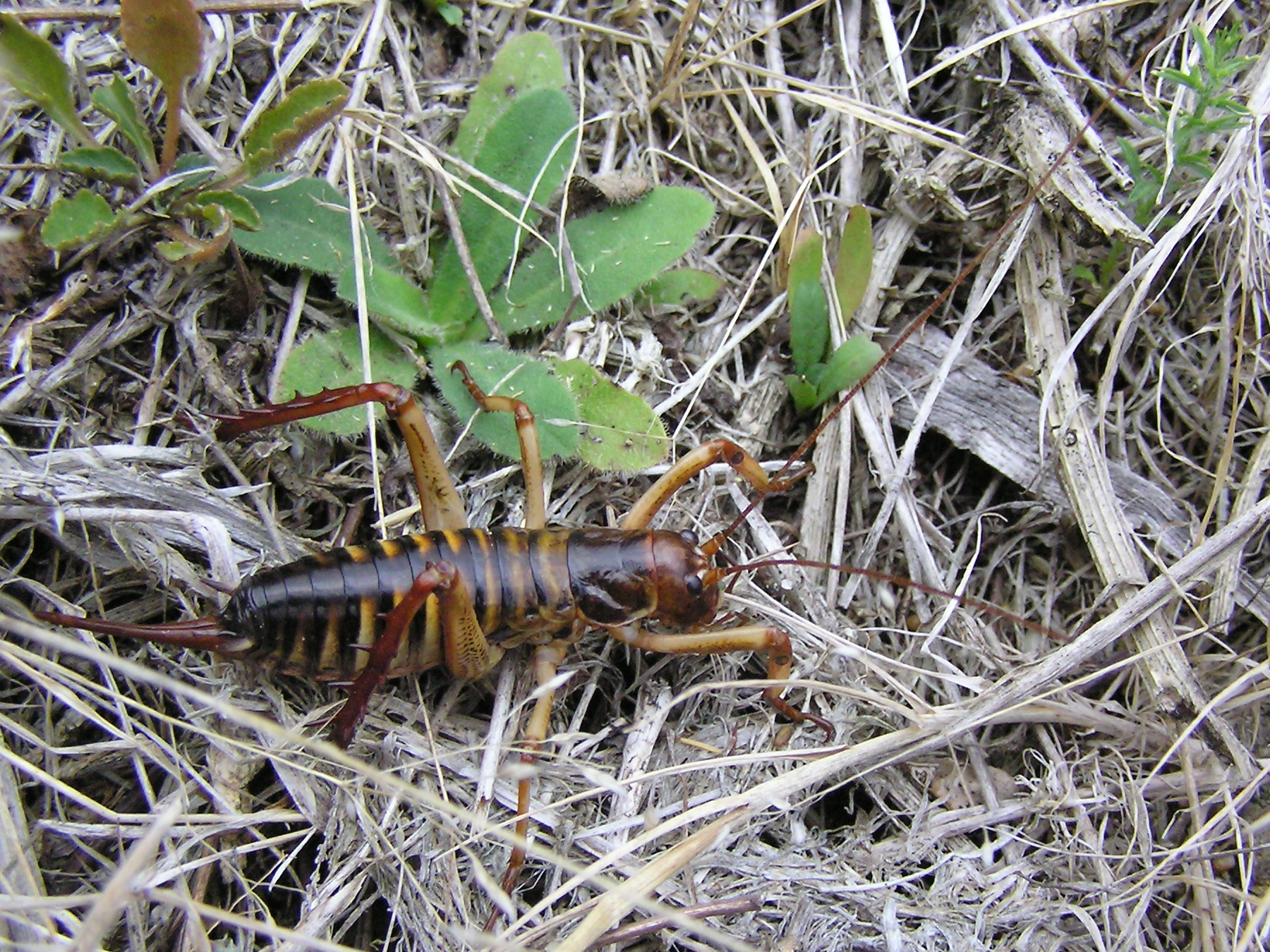
Weibchen

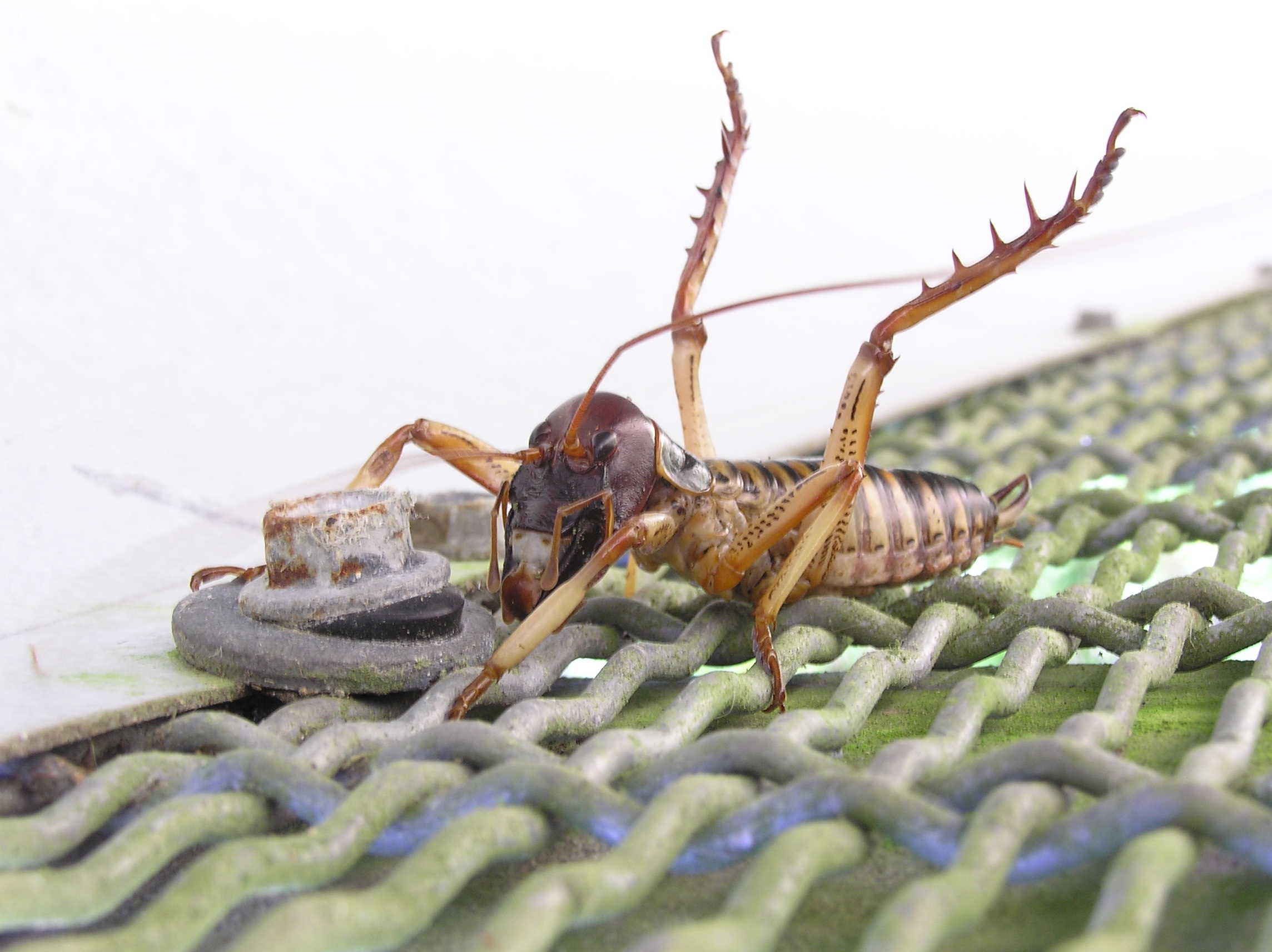
Männchen mit Drohgebärde

Hemideina crassidens ist eine endemisch auf Neuseeland vorkommende Langfühlerschrecke (Ensifera) aus der  Familie der Weta (Anostostomatidae). Da sie in der Gegend der Hauptstadt Wellington zahlreich zu finden ist und bevorzugt auf Bäumen (trees) lebt, wird sie im englischen Sprachgebrauch als Wellington Tree Weta bezeichnet.

## Merkmale
Die Imagines von Hemideina crassidens erreichen eine Körperlänge von 40 bis zu 60 Millimetern und wiegen 3,0 bis 6,0 Gramm. Beide Geschlechter sind flügellos. Das Tergum ist gepanzert. Das Abdomen ist abwechselnd dunkelbraun und gelbgrau quergestreift. Die Beine sind mit Dornen versehen, die im Besonderen am hintersten Beinpaar sehr kräftig ausgeprägt sind. Die Fühler sind sehr lang. Auffällig ist der lange, leicht nach oben gebogene Ovipositor bei den Weibchen. Bei den Männchen sind der Kopf und die Mandibeln besonders kräftig ausgebildet.

## Verbreitung und Vorkommen
Die Art kommt im Süden der Nordinsel sowie dem nördlichen und nordwestlichen Teil der Südinsel Neuseelands vor. Sie lebt dort auf Bäumen und besiedelt zuweilen auch Gartenanlagen.

## Lebensweise
Die nachtaktiven Weta ernähren sich in von kleinen Insekten sowie von pflanzlichen Stoffen. Sie bilden polygyne Gemeinschaften, wobei ein Männchen mit bis zu zehn Weibchen zusammen lebt. Als Aufenthaltsort dient meist eine Baumhöhle. Hierbei werden von Käfer-Larven vorgeschädigte oder leicht verrottete Bruchstellen vom Männchen mit den kräftigen Mandibeln weiter ausgebaut. Zuweilen leben zusätzlich bis zu zehn Jungtiere beiderlei Geschlechts in diesen Höhlen. Untereinander kommunizieren die Tiere durch Stridulation. Sofern ein fremdes Männchen in ein besetztes Revier eindringt, versucht der Revierinhaber zunächst durch Drohen mit den dornigen Hinterbeinen den Eindringling zu vertreiben. Wenn diese Maßnahme keinen Erfolg zeigt, werden die kräftigen Mandibeln eingesetzt, die zuweilen zu erheblichen Verletzungen an den Gliedmaßen führen können. Todesfälle sind jedoch selten, da sich das schwächere Tier in der Regel rechtzeitig zurückzieht.

## Entwicklung
Die Weibchen legen die schwarzen, 5,0 bis 6,5 Millimeter langen Eier im April und Mai mittels des Ovipositors unter die Erdoberfläche. Die im neuseeländischen Frühling (September bis November) schlüpfenden Larven häuten sich bis zu zehn Mal, bevor sie ausgewachsen sind. Diese Entwicklung erstreckt sich über ein bis zwei Jahre.

## Kälteresistenz
Eine Besonderheit von Hemideina crassidens ist ihre Kälteresistenz (Thermoregulation#Poikilotherme in kalter Umgebung). Sie ist (ebenso wie die im Hochland lebende Art Hemideina maori sowie die im Flachland lebende Hemideina thoracica) in der Lage, im Winter bei starkem Frost im Inneren Eiskristalle zu bilden, ohne dass das Körpergewebe oder Organe geschädigt werden. Es ist davon auszugehen, dass Eis-Keimbildner in der Hämolymphe enthalten sind. Die Eiskristalle tauen bei ansteigenden Temperaturen wieder auf und die Tiere leben weiter wie zuvor.

## Gefährdung
Hemideina crassidens wird von der Weltnaturschutzorganisation IUCN noch nicht offiziell erfasst, durch Entwaldungsmaßnahmen sowie durch eingeschleppte Säugetierarten sind viele Populationen dieser flugunfähigen Schrecken jedoch bedroht.